# Seri-kúszókenguru
A Seri-kúszókenguru (Dendrolagus stellarum) a Diprotodontia rendjéhez, ezen belül a kengurufélék (Macropodidae) családjához és a fakúszó kenguruk (Dendrolagus) nemhez tartozó faj.

## Elterjedése
Új-Guinea szigetének mindkét országában Indonéziában és Pápua Új-Guineában honos.

## Megjelenése
A kölykök farka sárga. A szőre többi színe sötét, ahogy a kölyök nő egyre sötétebb a farka.

## Fordítás
- Ez a szócikk részben vagy egészben  a   Seri's Tree-kangaroo című angol Wikipédia-szócikk fordításán alapul.  Az eredeti cikk szerkesztőit annak laptörténete sorolja fel. Ez a jelzés csupán a megfogalmazás eredetét és a szerzői jogokat jelzi, nem szolgál a cikkben szereplő információk forrásmegjelöléseként.